# Chantal Hébert
Chantal Hébert, née St-Cyr, le 24 avril 1954 à Ottawa, est une journaliste canadienne.

## Biographie
Née à l'hôpital Montfort d'Ottawa, aînée d'une famille de parents francophones québécois, elle grandit d'abord à Hull. Élève talentueuse, elle saute 2 années scolaires au primaire. À 12 ans, ses parents déménagent la famille à Toronto en Ontario. À 16 ans, elle entre à l'université au Collège universitaire Glendon de l'Université York,.
Son père, Jean-Raymond St-Cyr, étant le directeur de la radio de Radio-Canada à Toronto, elle commence à y travailler durant les vacances d'été en 1975. Elle travaille d'abord à la rédaction. Pour faire du reportage, son patron lui suggère de changer de nom de famille et d'adopter celui de son mari «Hébert» afin de se distinguer de son père. Le mariage est de courte durée, néanmoins le nom étant pratique, elle décide de le garder ,.
Elle a été correspondante à Queen's Park et à la colline parlementaire dans la capitale canadienne.
Couramment bilingue, elle écrit sa première chronique en anglais dans le Ottawa Citizen en 1991.
C'est en 1991 qu'elle assume la chronique politique au Toronto Star.
Depuis la fin de la décennie 1990, elle vit à Montréal. Elle a travaillé à Radio-Canada, CBC, le Toronto Star, La Presse, RDI, l’Ottawa Citizen, Le Devoir, le National Post, et L’actualité.
Membre agréée du Collège Massey à l'Université de Toronto, elle reçoit le prix Hyman-Solomon en 2006.
En 2007, elle fait publier son livre French Kiss: le rendez-vous de Stephen Harper avec le Québec aux Éditions de l'homme.
Elle est chroniqueuse politique pour le journal Toronto Star, pour le journal télévisé The National, pour l'émission Les Coulisses du pouvoir et pour les émissions radiophoniques Tout un matin et Les faits d'abord sur ICI Radio-Canada Première. Elle tient également un blogue sur le site de la revue L'Actualité.
Le journaliste Jean Lapierre décédé en 2016, était son grand ami, ils s'appelaient tous les jours avant le travail. Ils ont coécrits ensembles le livre: Confessions post-référendaires en 2014 .
À l'émission Le goût des autres du 4 janvier 2020 à la radio de Radio-Canada, l'animateur Francis Reddy dit d'elle: « Une des journalistes politiques les plus connues au pays.  Une de celle qu'on admire le plus, autant chez les anglophones que chez les francophones! ». Sur le site de l'émission, on dit d'elle:« Elle est devenue l’une des chroniqueuses politiques les plus connues et respectées au pays. Elle éprouve aussi du respect pour les politiciennes et les politiciens. ».
En 2024, elle reçoit la plus haute distinction pour une journaliste au Canada, le prix Michener-Baxter qui souligne un apport exceptionnel à l'évolution du journalisme canadien, tout en gardant l'intérêt du public au centre de son travail,.

## Vie privée
Elle a deux fils et 5 petits-enfants. Elle préfère qu'ils l'appellent tous par son prénom. Se croyant native du Québec, elle apprend qu'elle est née en Ontario au moment de demander sa carte de certificat de naissance aux autorités gouvernementales. Son père est très engagé dans la cause francophone à Hull dans les années 1960-1970 et s'appelle «le phare littéraire». Ne parlant pas anglais, le déménagement à Toronto la bouleverse. C'est en lisant Les Aventures de Tintin qu'elle découvre sa vocation de journaliste,,.

## Citations
- « Le projet politique qui a la vie la plus dure au Québec n'est pas celui de la souveraineté, mais plutôt le rêve, tenace, d'un accommodement honorable à l'intérieur de la fédération canadienne. » (Le Devoir, 9 janvier 2006)
- «Ce que je fais dans la vie, c'est donner aux gens l'éclairage pour les aider à [prendre] leur propre décision et pas celle que je pourrais souhaiter. J'ai une grande foi dans la sagesse de l'électorat.» (Radio de Radio-Canada, 4 janvier 2020[2])
- «Quoiqu’on en dise, et sans égard aux idées des uns et des autres, les gens que je couvre en politique travaillent très fort et font des sacrifices. Ils ne sont pas là pour se faire une piasse, et parfois, ils font de grandes choses – pas toujours, mais c’est correct. Si on élisait seulement des génies, ça s'appellerait une dictature éclairée, plutôt que des gens qui nous ressemblent, qui font leur possible.» (Radio de Radio-Canada, 4 janvier 2020[2])

## Œuvres
- 2007: French kiss: le rendez-vous de Stephen Harper avec le Québec. Montréal : Éditions de l'Homme, 326 p.  (ISBN 978-2-7619-2369-9)
  - 2006: (en) French Kiss: Stephen Harper’s Blind Date with Quebec. Knopf Canada.  (ISBN 978-0-6769-7907-7)
- 2014: Confessions post-référendaires: les acteurs politiques de 1995 et le scénario d'un oui, avec Jean Lapierre. Montréal : Éditions de l'Homme, 320 p.  (ISBN 978-2-7619-4092-4)
  - 2014: (en) The Morning After: The 1995 Quebec Referendum and the Day that Almost Was, cowritten with Jean Lapierre. Knopf Canada. 304 p.  (ISBN 978-0-3458-0764-9)
- 2015: Le petit Hébert: la politique canadienne expliquée à mon voisin. Rogers / L’Actualité (Rogers Publishing), coll. « Guides pour tous », 160 p.  (ISBN 978-0-8889-6727-5)

## Prix et honneurs
- 2005 - APEX Public Service Award
- 2006 - Prix d'excellence en journalisme et politique publique Hyman Solomon et le Pinnacle Achievement Bryden Award de l'Université York
- 2012 - Officier de l'Ordre du Canada
- 2019 - Charles Lynch award for her longstanding coverage of national issues.
- 2024 - Prix Michener-Baxter